# سوری‌وودین
سوری‌وودین (انگلیسی: Sorivudine) یک داروی ضد ویروسی آنالوگ نوکلئوزیدی است که با نام‌های تجاری مانند Usevir (Nippon Shoji، Eisai) و Brovavir (BMS) به بازار عرضه می‌شود. این دارو برای درمان عفونت‌های ویروس واریسلا زوستر به کار می‌رود.

## فارماکولوژی
خط اول درمان داروی تبخال آسیکلوویر (Zovirax، Activir) از فعالیت قوی ویروس VZV بود.
تحت جذب معده، جذب از دستگاه گوارش پس از تخریب بدون دفع در ادرار خواهد بود.

## مکانیسم عمل
سوری‌وودین توسط فعالیت آنزیم تیمیدین کیناز در بدن فسفریله می‌شود و به جای نوکلئوزید درست در DNA ویروس جذب می‌شود. این دارو یک مهارکننده رقابتی DNA پلیمراز است، بنابراین DNA ویروسی نمی‌تواند تکثیر شود و ویروس نمی‌تواند رشد کند.

## میکروبیولوژی
سوری‌وودین علیه بیشتر گونه‌های خانواده هرپس ویروس فعال است.
- ویروس هرپس سیمپلکس نوع I (HSV-1)
- ویروس واریسلا زوستر (VZV)
- ویروس اپشتین–بار (EBV)

## فعل و انفعالات
سوریوودین به شدت و در برخی موارد کشنده با فلوئورواوراسیل (5-FU)، پیش‌داروها و مواد مرتبط آن تداخل دارد. این دارو بر اساس متابولیت برومووینیل‌اوراسیل (BVU) است که به‌طور برگشت‌ناپذیر آنزیم دی‌هیدروپیریمیدین دهیدروژناز (DPD) را که برای غیرفعال کردن 5-FU ضروری است، مهار می‌کند. داروی نزدیک به بری‌وودین تداخل مشابهی دارد.

برمووینیل‌اوراسیل (BVU)